# Draft NFL 1988
Il Draft NFL 1988 si è tenuto dal 24 al 25 aprile 1988. Prima dell'inizio della stagione regolare si svolse anche un draft supplementare. Degno di nota fu il fatto che il primo giocatore nel ruolo di quarterback fu selezionato solo nel terzo giro, con la 76ª chiamata assoluta.

## Selezioni

### Primo giro
|  | = Pro Bowler |

|  | = Hall of Famer |

| Scelta | Squadra              | Giocatore         | Ruolo              | College             |
| ------ | -------------------- | ----------------- | ------------------ | ------------------- |
| 1      | Atlanta Falcons      | Aundray Bruce     | Linebacker         | Auburn              |
| 2      | Kansas City Chiefs   | Neil Smith        | Defensive end      | Nebraska            |
| 3      | Detroit Lions        | Bennie Blades     | Safety             | Miami               |
| 4      | Tampa Bay Buccaneers | Paul Gruber       | Offensive tackle   | Wisconsin           |
| 5      | Cincinnati Bengals   | Rickey Dixon      | Defensive back     | Oklahoma            |
| 6      | Los Angeles Raiders  | Tim Brown         | Wide receiver      | Notre Dame          |
| 7      | Green Bay Packers    | Sterling Sharpe   | Wide Receiver      | South Carolina      |
| 8      | New York Jets        | Dave Cadigan      | Offensive guard    | Southern California |
| 9      | Los Angeles Raiders  | Terry McDaniel    | Cornerback         | Tennessee           |
| 10     | New York Giants      | Eric Moore        | Offensive Guard    | Indiana             |
| 11     | Dallas Cowboys       | Michael Irvin     | Wide Receiver      | Miami               |
| 12     | Phoenix Cardinals    | Ken Harvey        | Outside linebacker | California          |
| 13     | Philadelphia Eagles  | Keith Jackson     | Tight end          | Oklahoma            |
| 14     | Los Angeles Rams     | Gaston Green      | Running back       | UCLA                |
| 15     | San Diego Chargers   | Anthony Miller    | Wide Receiver      | Tennessee           |
| 16     | Miami Dolphins       | Eric Kumerow      | Outside Linebacker | Ohio State          |
| 17     | New England Patriots | John Stephens     | Running Back       | Northwestern State  |
| 18     | Pittsburgh Steelers  | Aaron Jones       | Defensive End      | Eastern Kentucky    |
| 19     | Minnesota Vikings    | Randall McDaniel  | Offensive Guard    | Arizona State       |
| 20     | Los Angeles Rams     | Aaron Cox         | Wide Receiver      | Arizona State       |
| 21     | Cleveland Browns     | Clifford Charlton | Outside Linebacker | Florida             |
| 22     | Houston Oilers       | Lorenzo White     | Running Back       | Michigan State      |
| 23     | Chicago Bears        | Brad Muster       | Running Back       | Stanford            |
| 24     | New Orleans Saints   | Craig Heyward     | Running Back       | Pittsburgh          |
| 25     | Los Angeles Raiders  | Scott Davis       | Defensive Tackle   | Illinois            |
| 26     | Denver Broncos       | Ted Gregory       | Nose tackle        | Syracuse            |
| 27     | Chicago Bears        | Wendell Davis     | Wide Receiver      | LSU                 |

### Secondo giro
| Scelta | Squadra              | Giocatore                 | Ruolo              | College             |
| ------ | -------------------- | ------------------------- | ------------------ | ------------------- |
| 28     | Atlanta Falcons      | Marcus Cotton             | Outside Linebacker | Southern California |
| 29     | Detroit Lions        | Chris Spielman            | Inside Linebacker  | Ohio State          |
| 30     | Philadelphia Eagles  | Eric Allen                | Cornerback         | Arizona State       |
| 31     | Cincinnati Bengals   | Ickey Woods               | Running Back       | UNLV                |
| 32     | Detroit Lions        | Pat Carter                | Tight End          | Florida State       |
| 33     | San Francisco 49ers  | Danny Stubbs              | Outside Linebacker | Miami               |
| 34     | Green Bay Packers    | Shawn Patterson           | Defensive End      | Arizona State       |
| 35     | Los Angeles Rams     | Anthony Newman            | Defensive Back     | Oregon              |
| 36     | New York Giants      | John Elliott              | Tackle             | Michigan            |
| 37     | New York Jets        | Terry Williams            | Cornerback         | Bethune-Cookman     |
| 38     | Phoenix Cardinals    | Tony Jeffery              | Running Back       | Texas Christian     |
| 39     | San Francisco 49ers  | Pierce Holt               | Defensive Tackle   | Angelo State        |
| 40     | Buffalo Bills        | Thurman Thomas            | Running Back       | Oklahoma State      |
| 41     | Dallas Cowboys       | Ken Norton Jr.            | Middle Linebacker  | UCLA                |
| 42     | Miami Dolphins       | Jarvis Williams           | Safety             | Florida             |
| 43     | New England Patriots | Vincent Brown             | Inside Linebacker  | Mississippi Valley  |
| 44     | Pittsburgh Steelers  | Dermontti Dawson          | Center             | Kentucky            |
| 45     | Denver Broncos       | Gerald Perry              | Tackle             | Southern University |
| 46     | Los Angeles Rams     | Willie "Flipper" Anderson | Wide Receiver      | UCLA                |
| 47     | Los Angeles Rams     | Fred Strickland           | Outside Linebacker | Purdue              |
| 48     | Houston Oilers       | Quintin Jones             | Cornerback         | Pittsburgh          |
| 49     | Seattle Seahawks     | Brian Blades              | Wide Receiver      | Miami               |
| 50     | Cleveland Browns     | Michael Dean Perry        | Defensive Tackle   | Clemson             |
| 51     | Chicago Bears        | Dante Jones               | Middle Linebacker  | Oklahoma            |
| 52     | New Orleans Saints   | Brett Perriman            | Wide Receiver      | Miami               |
| 53     | Tampa Bay Buccaneers | Lars Tate                 | Running Back       | Georgia             |
| 54     | Minnesota Vikings    | Brad Edwards              | Defensive Back     | South Carolina      |
| 55     | Washington Redskins  | Chip Lohmiller            | Kicker             | Minnesota           |

### Terzo giro
| Scelta | Squadra              | Giocatore       | Ruolo              | College          |
| ------ | -------------------- | --------------- | ------------------ | ---------------- |
| 56     | Atlanta Falcons      | Alex Higdon     | Tight End          | Ohio State       |
| 57     | Cincinnati Bengals   | Kevin Walker    | Inside Linebacker  | Maryland         |
| 58     | Detroit Lions        | Ray Roundtree   | Wide Receiver      | Penn State       |
| 59     | Kansas City Chiefs   | Kevin Porter    | Safety             | Auburn           |
| 60     | San Diego Chargers   | Quinn Early     | Wide Receiver      | Iowa             |
| 61     | Green Bay Packers    | Keith Woodside  | Running Back       | Texas A&M        |
| 62     | New York Giants      | Sheldon White   | Cornerback         | Miami (Ohio)     |
| 63     | New York Jets        | Erik McMillan   | Safety             | Missouri         |
| 64     | Philadelphia Eagles  | Matt Patchan    | Tackle             | Miami            |
| 65     | Buffalo Bills        | Bernard Ford    | Wide Receiver      | Central Florida  |
| 66     | Washington Redskins  | Mike Oliphant   | Running Back       | Puget Sound      |
| 67     | Dallas Cowboys       | Mark Hutson     | Guard              | Oklahoma         |
| 68     | Phoenix Cardinals    | Tom Tupa        | Quarterback/Punter | Ohio State       |
| 69     | New England Patriots | Tom Rehder      | Tackle             | Notre Dame       |
| 70     | Pittsburgh Steelers  | Chuck Lanza     | Center             | Notre Dame       |
| 71     | Minnesota Vikings    | Al Noga         | Defensive End      | Hawaii           |
| 72     | Houston Oilers       | Greg Montgomery | Punter             | Michigan State   |
| 73     | Miami Dolphins       | Ferrell Edmunds | Tight End          | Maryland         |
| 74     | New York Jets        | James Hasty     | Cornerback         | Washington State |
| 75     | Seattle Seahawks     | Tommy Kane      | Wide Receiver      | Syracuse         |
| 76     | Indianapolis Colts   | Chris Chandler  | Quarterback        | Washington       |
| 77     | Cleveland Browns     | Van Waiters     | Outside Linebacker | Indiana          |
| 78     | Chicago Bears        | Ralph Jarvis    | Defensive End      | Temple           |
| 79     | Denver Broncos       | Kevin Guidry    | Cornerback         | Louisiana State  |
| 80     | San Francisco 49ers  | Bill Romanowski | Outside Linebacker | Boston College   |
| 81     | New Orleans Saints   | Tony Stephens   | Nose Tackle        | Clemson          |
| 82     | Los Angeles Rams     | Mike Piel       | Defensive End      | Illinois         |

### Quarto giro
| Scelta | Squadra              | Giocatore        | Ruolo              | College             |
| ------ | -------------------- | ---------------- | ------------------ | ------------------- |
| 83     | Tampa Bay Buccaneers | Robert Goff      | Defensive End      | Auburn              |
| 84     | Cincinnati Bengals   | David Grant      | Defensive End      | West Virginia       |
| 85     | Detroit Lions        | William White    | Defensive Back     | Ohio State          |
| 86     | Tampa Bay Buccaneers | John Bruhin      | Guard              | Tennessee           |
| 87     | New England Patriots | Tim Goad         | Nose Tackle        | North Carolina      |
| 88     | Green Bay Packers    | Rollin Putzier   | Nose Tackle        | Oregon              |
| 89     | Green Bay Packers    | Chuck Cecil      | Defensive Back     | Arizona             |
| 90     | Los Angeles Raiders  | Tim Rother       | Tackle             | Nebraska            |
| 91     | San Diego Chargers   | Joe Campbell     | Outside Linebacker | New Mexico State    |
| 92     | New York Giants      | Ricky Shaw       | Outside Linebacker | Oklahoma State      |
| 93     | San Diego Chargers   | Stacy Searels    | Tackle             | Auburn              |
| 94     | Dallas Cowboys       | Dave Widell      | Guard              | Boston College      |
| 95     | Phoenix Cardinals    | Michael Brim     | Cornerback         | Virginia Union      |
| 96     | Kansas City          | J. R. Ambrose    | Wide Receiver      | Mississippi         |
| 97     | New England Patriots | Sammy Martin     | Wide Receiver      | Louisiana State     |
| 98     | San Diego Chargers   | David Richards   | Guard              | UCLA                |
| 99     | Miami Dolphins       | Greg Johnson     | Guard              | Oklahoma            |
| 100    | New England Patriots | Teddy Garcia     | Kicker             | Louisiana–Monroe    |
| 101    | Seattle Seahawks     | Kevin Harmon     | Running Back       | Iowa                |
| 102    | San Francisco 49ers  | Barry Helton     | Punter             | Colorado            |
| 103    | Cleveland Browns     | Anthony Blaylock | Cornerback         | Winston-Salem       |
| 104    | Indianapolis Colts   | Michael Ball     | Cornerback         | Southern            |
| 105    | Chicago Bears        | Jim Thornton     | Tight End          | Cal State-Fullerton |
| 106    | New Orleans Saints   | Lydell Carr      | Running Back       | Oklahoma            |
| 107    | Tampa Bay Buccaneers | Monte Robbins    | Punter             | Michigan            |
| 108    | Minnesota Vikings    | Todd Kalis       | Guard              | Arizona State       |
| 109    | Washington Redskins  | Jamie Morris     | Running Back       | Michigan            |

### Quinto giro
| Scelta | Squadra              | Giocatore          | Ruolo              | College              |
| ------ | -------------------- | ------------------ | ------------------ | -------------------- |
| 110    | Atlanta Falcons      | Charles Dimry      | Cornerback         | Nevada-Las Vegas     |
| 111    | Detroit Lions        | Eric Andolsek      | Guard              | Louisiana State      |
| 112    | New Orleans Saints   | Greg Scales        | Tight End          | Wake Forest          |
| 113    | Tampa Bay Buccaneers | William Howard     | Running Back       | Tennessee            |
| 114    | Cincinnati Bengals   | Herb Wester        | Tackle             | Iowa                 |
| 115    | New England Patriots | Troy Wolkow        | Guard              | Minnesota            |
| 116    | Green Bay Packers    | Darrell Reed       | Linebacker         | Oklahoma             |
| 117    | Los Angeles Rams     | Robert Delpino     | Running Back       | Missouri             |
| 118    | New York Giants      | Jon Carter         | Defensive End      | Pittsburgh           |
| 119    | New York Jets        | Mike Withycombe    | Guard              | Fresno State         |
| 120    | Phoenix Cardinals    | Chris Gaines       | Linebacker         | Vanderbilt           |
| 121    | Pittsburgh Steelers  | Darin Jordan       | Inside Linebacker  | Northeastern         |
| 122    | Philadelphia Eagles  | Eric Everett       | Cornerback         | Texas Tech           |
| 123    | Buffalo Bills        | Ezekial Gadson     | Defensive Back     | Pittsburgh           |
| 124    | Minnesota Vikings    | Darrell Fullington | Safety             | Miami                |
| 125    | Houston Oilers       | Cris Dishman       | Cornerback         | Purdue               |
| 126    | Miami Dolphins       | Rodney Thomas      | Cornerback         | Brigham Young        |
| 127    | Washington Redskins  | Carl Mims          | Defensive Back     | Sam Houston State    |
| 128    | Pittsburgh Steelers  | Jerry Reese        | Defensive End      | Kentucky             |
| 129    | Indianapolis Colts   | John Baylor        | Defensive Back     | Southern Mississippi |
| 130    | Houston Oilers       | Chris Verhulst     | Tight End          | Cal State-Chico      |
| 131    | Los Angeles Raiders  | Dennis Price       | Cornerback         | UCLA                 |
| 132    | Phoenix Cardinals    | Tony Jordan        | Running Back       | Kansas State         |
| 133    | Chicago Bears        | Troy Johnson       | Outside Linebacker | Oklahoma             |
| 134    | New Orleans Saints   | Keith Taylor       | Defensive Back     | Illinois             |
| 135    | Buffalo Bills        | Kirk Roach         | Kicker             | Western Carolina     |
| 136    | Denver Broncos       | Corris Ervin       | Defensive Back     | Central Florida      |
| 137    | Los Angeles Rams     | James Washington   | Defensive Back     | UCLA                 |
| 0      | Minnesota Vikings    | Ryan Bethea        | Defensive Back     | South Carolina       |

### Sesto giro
| Scelta | Squadra              | Giocatore       | Ruolo              | College             |
| ------ | -------------------- | --------------- | ------------------ | ------------------- |
| 138    | Atlanta Falcons      | George Thomas   | Wide Receiver      | Nevada-Las Vegas    |
| 139    | Kansas City Chiefs   | James Saxon     | Running Back       | San Jose State      |
| 140    | Atlanta Falcons      | Houston Hoover  | Guard              | Jackson State       |
| 141    | Cincinnati Bengals   | Paul Jetton     | Center             | Texas               |
| 142    | Detroit Lions        | Carl Painter    | Running Back       | Hampton             |
| 143    | Los Angeles Raiders  | Erwin Grabisna  | Linebacker         | Case Reserve        |
| 144    | Green Bay Packers    | Nate Hill       | Defensive End      | Auburn              |
| 145    | New York Giants      | David Houle     | Guard              | Michigan State      |
| 146    | New York Jets        | Paul Frase      | Defensive Tackle   | Syracuse            |
| 147    | Los Angeles Rams     | Keith Jones     | Running Back       | Nebraska            |
| 148    | Phoenix Cardinals    | Jon Phillips    | Guard              | Oklahoma            |
| 149    | Philadelphia Eagles  | Don McPherson   | Quarterback        | Syracuse            |
| 150    | Buffalo Bills        | Dan Murray      | Outside Linebacker | E. Stroudsburg, Pa. |
| 151    | Dallas Cowboys       | Scott Secules   | Quarterback        | Virginia            |
| 152    | San Diego Chargers   | Cedric Figaro   | Middle Linebacker  | Notre Dame          |
| 154    | New England Patriots | Steve Johnson   | Tight End          | Virginia Tech       |
| 155    | Pittsburgh Steelers  | Warren Williams | Running Back       | Miami               |
| 156    | Miami Dolphins       | George Cooper   | Running Back       | Ohio State          |
| 157    | Houston Oilers       | Kurt Crain      | Linebacker         | Auburn              |
| 158    | Seattle Seahawks     | Roy Hart        | Nose Tackle        | South Carolina      |
| 159    | Washington Redskins  | Stan Humphries  | Quarterback        | Louisiana-Monroe    |
| 160    | Philadelphia Eagles  | Rob Sterling    | Defensive Back     | Maine               |
| 161    | Chicago Bears        | Lemuel Stinson  | Cornerback         | Texas Tech          |
| 162    | New Orleans Saints   | Bob Sims        | Guard              | Florida             |
| 163    | Tampa Bay Buccaneers | Shawn Lee       | Defensive Tackle   | North Alabama       |
| 164    | Minnesota Vikings    | Derrick White   | Defensive Back     | Oklahoma            |
| 165    | Los Angeles Rams     | Jeff Knapton    | Defensive Tackle   | Wyoming             |

### Settimo giro
| Scelta | Squadra              | Giocatore      | Ruolo              | College              |
| ------ | -------------------- | -------------- | ------------------ | -------------------- |
| 166    | Atlanta Falcons      | Michael Haynes | Wide Receiver      | Northern Arizona     |
| 167    | Tampa Bay Buccaneers | Kerry Goode    | Running Back       | Alabama              |
| 168    | Cincinnati Bengals   | Rich Romer     | Outside Linebacker | Union, New York      |
| 169    | Detroit Lions        | Jeff James     | Wide Receiver      | Stanford             |
| 170    | Kansas City Chiefs   | Troy Stedman   | Linebacker         | Washburn             |
| 171    | Los Angeles Raiders  | Derrick Crudup | Safety             | Oklahoma             |
| 172    | New York Jets        | Gary Patton    | Running Back       | Eastern Michigan     |
| 173    | Green Bay Packers    | Gary Richard   | Defensive Back     | Pittsburgh           |
| 174    | Denver Broncos       | Pat Kelly      | Tight End          | Syracuse             |
| 175    | New York Giants      | Mike Perez     | Quarterback        | San Jose State       |
| 176    | Philadelphia Eagles  | Todd White     | Wide Receiver      | Cal State-Fullerton  |
| 177    | Buffalo Bills        | Tim Borcky     | Tackle             | Memphis              |
| 178    | Dallas Cowboys       | Owen Hooven    | Tackle             | Oregon State         |
| 179    | Phoenix Cardinals    | Ernie Jones    | Wide Receiver      | Indiana              |
| 180    | Miami Dolphins       | Kerwin Bell    | Quarterback        | Florida              |
| 181    | New England Patriots | Darryl Usher   | Wide Receiver      | Illinois             |
| 182    | Pittsburgh Steelers  | Marc Zeno      | Wide Receiver      | Tulane               |
| 183    | Minnesota Vikings    | Brad Beckman   | Tight End          | Nebraska-Omaha       |
| 184    | Buffalo Bills        | Bo Wright      | Running Back       | Alabama              |
| 185    | Seattle Seahawks     | Ray Jackson    | Defensive Back     | Ohio State           |
| 186    | New York Giants      | Danta Whitaker | Tight End          | Mississippi Valley   |
| 187    | Houston Oilers       | Tracey Eaton   | Safety             | Portland State       |
| 188    | Cleveland Browns     | Thane Gash     | Defensive Back     | East Tennessee State |
| 189    | Chicago Bears        | Caesar Rentie  | Tackle             | Oklahoma             |
| 190    | New Orleans Saints   | Brian Forde    | Outside Linebacker | Washington State     |
| 191    | San Francisco 49ers  | Kevin Bryant   | Linebacker         | Delaware State       |
| 192    | Denver Broncos       | Garry Frank    | Guard              | Mississippi State    |
| 193    | Washington Redskins  | Harold Hicks   | Defensive Back     | San Diego State      |

### Ottavo giro
| Scelta | Squadra              | Giocatore       | Ruolo              | College              |
| ------ | -------------------- | --------------- | ------------------ | -------------------- |
| 194    | Atlanta Falcons      | Phillip Brown   | Linebacker         | Alabama              |
| 195    | Cincinnati Bengals   | Curtis Maxey    | Defensive Tackle   | Grambling            |
| 196    | Detroit Lions        | Gary Hadd       | Defensive Tackle   | Minnesota            |
| 197    | Kansas City Chiefs   | Alfredo Roberts | Tight End          | Miami                |
| 198    | Tampa Bay Buccaneers | Anthony Simpson | Running Back       | East Carolina        |
| 199    | Los Angeles Raiders  | Mike Alexander  | Wide Receiver      | Penn State           |
| 200    | Green Bay Packers    | Patrick Collins | Running Back       | Oklahoma             |
| 201    | Los Angeles Rams     | Darryl Franklin | Wide Receiver      | Washington           |
| 202    | New York Giants      | Sammy Lilly     | Cornerback         | Georgia Tech         |
| 203    | New York Jets        | Keith Neubert   | Tight End          | Nebraska             |
| 204    | Buffalo Bills        | John Hagy       | Safety             | Texas                |
| 205    | Dallas Cowboys       | Mark Higgs      | Running Back       | Kentucky             |
| 206    | Phoenix Cardinals    | Tim Moore       | Linebacker         | Michigan State       |
| 207    | Philadelphia Eagles  | David Smith     | Running Back       | Western Kentucky     |
| 208    | Chicago Bears        | David Tate      | Defensive Back     | Colorado             |
| 209    | Pittsburgh Steelers  | Mark Nichols    | Nose Tackle        | Michigan State       |
| 210    | Minnesota Vikings    | Joe Cain        | Outside Linebacker | Oregon Tech          |
| 211    | Pittsburgh Steelers  | Mike Hinnant    | Tight End          | Temple               |
| 212    | Miami Dolphins       | Harry Galbreath | Guard              | Tennessee            |
| 213    | Buffalo Bills        | Jeff Wright     | Nose Tackle        | Central Missouri     |
| 214    | Houston Oilers       | David Viaene    | Tackle             | Minnesota-Duluth     |
| 215    | Seattle Seahawks     | Robert Tyler    | Tight End          | South Carolina State |
| 216    | Cleveland Browns     | J.J. Birden     | Wide Receiver      | Oregon               |
| 217    | Chicago Bears        | Harvey Reed     | Running Back       | Howard               |
| 218    | New Orleans Saints   | Glenn Derby     | Guard              | Wisconsin            |
| 219    | San Francisco 49ers  | Larry Clarkson  | Tackle             | Montana              |
| 220    | Miami Dolphins       | Louis Cheek     | Tackle             | Texas A&M            |
| 221    | Washington Redskins  | Darryl McGill   | Running Back       | Wake Forest          |

### Nono giro
| Scelta | Squadra              | Giocatore              | Ruolo              | College          |
| ------ | -------------------- | ---------------------- | ------------------ | ---------------- |
| 222    | Atlanta Falcons      | James Primus           | Running Back       | UCLA             |
| 223    | Detroit Lions        | Kip Corrington         | Safety             | Texas A&M        |
| 224    | Kansas City Chiefs   | Azizuddin Abdur-Ra'Oof | Wide Receiver      | Maryland         |
| 225    | Tampa Bay Buccaneers | Rueben Davis           | Defensive End      | North Carolina   |
| 226    | Cincinnati Bengals   | Brandy Wells           | Defensive Back     | Notre Dame       |
| 227    | Los Angeles Raiders  | Reggie Ware            | Running Back       | Auburn           |
| 228    | Green Bay Packers    | Neal Wilkinson         | Tight End          | James Madison    |
| 229    | Los Angeles Raiders  | Scott Tabor            | Punter             | California       |
| 230    | New York Jets        | Ralph Tamm             | Guard              | West Chester     |
| 231    | Los Angeles Rams     | Pat Foster             | Defensive Tackle   | Montana          |
| 232    | Dallas Cowboys       | Brian Bedford          | Wide Receiver      | California       |
| 233    | Phoenix Cardinals    | Scott Dill             | Tackle             | Memphis          |
| 234    | Detroit Lions        | Todd Irvin             | Tackle             | Mississippi      |
| 235    | Buffalo Bills        | Carlton Bailey         | Inside Linebacker  | North Carolina   |
| 236    | Pittsburgh Steelers  | Gordon Lockbaum        | Running Back       | Holy Cross       |
| 237    | Minnesota Vikings    | Paul McGowan           | Linebacker         | Florida State    |
| 238    | San Diego Chargers   | Joey Howard            | Tackle             | Tennessee        |
| 239    | Miami Dolphins       | Jeff Cross             | Defensive End      | Missouri         |
| 240    | New England Patriots | Neil Galbraith         | Defensive Back     | Central Oklahoma |
| 241    | Houston Oilers       | David Spradlin         | Linebacker         | Texas Christian  |
| 242    | Seattle Seahawks     | Deatrich Wise          | Nose Tackle        | Jackson State    |
| 243    | Indianapolis Colts   | Jeff Herrod            | Outside Linebacker | Mississippi      |
| 244    | Cleveland Browns     | Danny Copeland         | Defensive Back     | Eastern Kentucky |
| 245    | Chicago Bears        | Rogie Magee            | Wide Receiver      | Louisiana State  |
| 246    | New Orleans Saints   | Clarence Nunn          | Defensive Back     | San Diego State  |
| 247    | San Francisco 49ers  | Brian Bonner           | Linebacker         | Minnesota        |
| 248    | Denver Broncos       | Mel Farr Jr.           | Running Back       | UCLA             |
| 249    | Washington Redskins  | Blake Peterson         | Linebacker         | Mesa State       |

### Decimo
| Scelta | Squadra              | Giocatore         | Ruolo              | College             |
| ------ | -------------------- | ----------------- | ------------------ | ------------------- |
| 250    | Atlanta Falcons      | Stan Clayton      | Guard              | Penn State          |
| 251    | Kansas City Chiefs   | Kenny Gamble      | Running Back       | Colgate             |
| 252    | Pittsburgh Steelers  | John Jackson      | Tackle             | Eastern Kentucky    |
| 253    | Cincinnati Bengals   | Ellis Dillahunt   | Defensive Back     | East Carolina       |
| 254    | Detroit Lions        | Paco Craig        | Wide Receiver      | UCLA                |
| 255    | Los Angeles Raiders  | Newt Harrell      | Tackle             | West Texas A&M      |
| 256    | Green Bay Packers    | Bud Keyes         | Quarterback        | Wisconsin           |
| 257    | New York Jets        | John Booty        | Defensive Back     | Texas Christian     |
| 258    | Los Angeles Rams     | R.C. Mullin       | Tackle             | Louisiana-Lafayette |
| 259    | New York Giants      | Eric Hickerson    | Defensive Back     | Indiana             |
| 260    | Phoenix Cardinals    | Andy Schillinger  | Wide Receiver      | Miami (Ohio)        |
| 261    | Philadelphia Eagles  | Joe Schuster      | Defensive Tackle   | Iowa                |
| 262    | Buffalo Bills        | Martin Mayhew     | Defensive Back     | Florida State       |
| 263    | Dallas Cowboys       | Billy Owens       | Defensive Back     | Pittsburgh          |
| 264    | Minnesota Vikings    | Brian Habib       | Guard              | Washington          |
| 265    | New York Giants      | Steve Wilkes      | Tight End          | Appalachian State   |
| 266    | Miami Dolphins       | Artis Jackson     | Nose Tackle        | Texas Tech          |
| 267    | New England Patriots | Rodney Lossow     | Center             | Wisconsin           |
| 268    | Denver Broncos       | Channing Williams | Running Back       | Arizona State       |
| 269    | Seattle Seahawks     | Derwin Jones      | Defensive End      | Miami               |
| 270    | Indianapolis Colts   | O'Brien Alston    | Outside Linebacker | Maryland            |
| 271    | Houston Oilers       | Marco Johnson     | Wide Receiver      | Hawaii              |
| 272    | Cleveland Browns     | Brian Washington  | Defensive Back     | Nebraska            |
| 273    | Chicago Bears        | Joel Porter       | Guard              | Baylor              |
| 274    | New Orleans Saints   | Todd Santos       | Quarterback        | San Diego State     |
| 275    | San Francisco 49ers  | Tim Foley         | Kicker             | Georgia Southern    |
| 276    | New Orleans Saints   | Vincent Fizer     | Linebacker         | Southern U.         |
| 277    | Washington Redskins  | Henry Brown       | Defensive End      | Ohio State          |

### Undicesimo giro
| Scelta | Squadra              | Giocatore       | Ruolo             | College              |
| ------ | -------------------- | --------------- | ----------------- | -------------------- |
| 278    | Atlanta Falcons      | James Milling   | Wide Receiver     | Maryland             |
| 279    | Tampa Bay Buccaneers | Frank Pillow    | Wide Receiver     | Tennessee State      |
| 280    | Cincinnati Bengals   | Paul Hickert    | Kicker            | Murray State         |
| 281    | Detroit Lions        | Danny McCoin    | Quarterback       | Cincinnati           |
| 282    | Kansas City Chiefs   | Danny McManus   | Quarterback       | Florida State        |
| 283    | Los Angeles Raiders  | David Weber     | Quarterback       | Carroll, Wis.        |
| 284    | Seattle Seahawks     | Rick McLeod     | Tackle            | Washington           |
| 285    | San Diego Chargers   | Ed Miller       | Center            | Pittsburgh           |
| 286    | New York Giants      | Greg Harris     | Wide Receiver     | Troy State           |
| 287    | New York Jets        | John Galvin     | Middle Linebacker | Boston College       |
| 288    | Philadelphia Eagles  | Izel Jenkins    | Cornerback        | North Carolina State |
| 289    | Buffalo Bills        | Pete Curkendall | Nose Tackle       | Penn State           |
| 290    | Dallas Cowboys       | Chad Hennings   | Defensive Tackle  | Air Force            |
| 291    | Phoenix Cardinals    | Keith McCoy     | Defensive Back    | Fresno State         |
| 292    | Miami Dolphins       | Tom Kelleher    | Running Back      | Holy Cross           |
| 293    | San Diego Chargers   | George Hinkle   | Defensive End     | Arizona              |
| 294    | New England Patriots | Marvin Allen    | Running Back      | Tulane               |
| 295    | Pittsburgh Steelers  | Bobby Dawson    | Defensive Back    | Illinois             |
| 296    | Minnesota Vikings    | Norman Floyd    | Defensive Back    | South Carolina       |
| 297    | Indianapolis Colts   | Donnie Dee      | Tight End         | Tulsa                |
| 298    | Houston Oilers       | Jethro Franklin | Defensive End     | Fresno State         |
| 299    | Seattle Seahawks     | Dwayne Harper   | Cornerback        | South Carolina State |
| 300    | Cleveland Browns     | Hendley Hawkins | Wide Receiver     | Nebraska             |
| 301    | Chicago Bears        | Steve Forch     | Linebacker        | Nebraska             |
| 302    | New Orleans Saints   | Gary Couch      | Wide Receiver     | Minnesota            |
| 303    | San Francisco 49ers  | Chet Brooks     | Safety            | Texas A&M            |
| 304    | Denver Broncos       | Shaun Grady     | Running Back      | Duke                 |
| 305    | Washington Redskins  | Curt Koch       | Defensive End     | Colorado             |

### Dodicesimo giro
| Scelta | Squadra              | Giocatore         | Ruolo             | College             |
| ------ | -------------------- | ----------------- | ----------------- | ------------------- |
| 306    | Atlanta Falcons      | Carter Wiley      | Defensive Back    | Virginia Tech       |
| 307    | Cincinnati Bengals   | Carl Parker       | Wide Receiver     | Vanderbilt          |
| 308    | Indianapolis Colts   | Aatron Kenney     | Wide Receiver     | Wis. Stevens Point  |
| 309    | Buffalo Bills        | John Driscoll     | Tackle            | New Hampshire       |
| 310    | Tampa Bay Buccaneers | Victor Jones      | Inside Linebacker | Virginia Tech       |
| 311    | Los Angeles Raiders  | Greg Kunkel       | Guard             | Kentucky            |
| 312    | Green Bay Packers    | Scott Bolton      | Wide Receiver     | Auburn              |
| 313    | New York Giants      | David Futrell     | Nose Tackle       | Brigham Young       |
| 314    | New York Jets        | Albert Goss       | Nose Tackle       | Jackson State       |
| 315    | Washington Redskins  | Wayne Ross        | Punter            | San Diego State     |
| 316    | Buffalo Bills        | Tom Erlandson     | Linebacker        | Washington          |
| 317    | Dallas Cowboys       | Ben Hummel        | Linebacker        | UCLA                |
| 318    | Phoenix Cardinals    | Chris Carrier     | Defensive Back    | Louisiana State     |
| 319    | Philadelphia Eagles  | Steve Kaufusi     | Defensive End     | Brigham Young       |
| 320    | Miami Dolphins       | Brian Kinchen     | Tight End         | Louisiana State     |
| 321    | New England Patriots | Dave Nugent       | Nose Tackle       | Boston College      |
| 322    | Pittsburgh Steelers  | James Earle       | Linebacker        | Clemson             |
| 323    | New York Giants      | Brendan McCormack | Defensive Tackle  | South Carolina      |
| 324    | San Diego Chargers   | Wendell Phillips  | Defensive Back    | North Alabama       |
| 325    | Houston Oilers       | John Brantley     | Inside Linebacker | Georgia             |
| 326    | Seattle Seahawks     | Dave DesRochers   | Tackle            | San Diego State     |
| 327    | Indianapolis Colts   | Tim Vesling       | Kicker            | Syracuse            |
| 328    | Cleveland Browns     | Steve Slayden     | Quarterback       | Duke                |
| 329    | Chicago Bears        | Greg Clark        | Inside Linebacker | Arizona State       |
| 330    | New Orleans Saints   | Paul Jurgensen    | Defensive End     | Georgia Tech        |
| 331    | San Francisco 49ers  | George Mira       | Linebacker        | Miami               |
| 332    | Denver Broncos       | Michael Rhyan     | Quarterback       | Cal State Fullerton |
| 333    | Los Angeles Rams     | Jeff Beathard     | Wide Receiver     | Southern Oregon     |